# Peruk

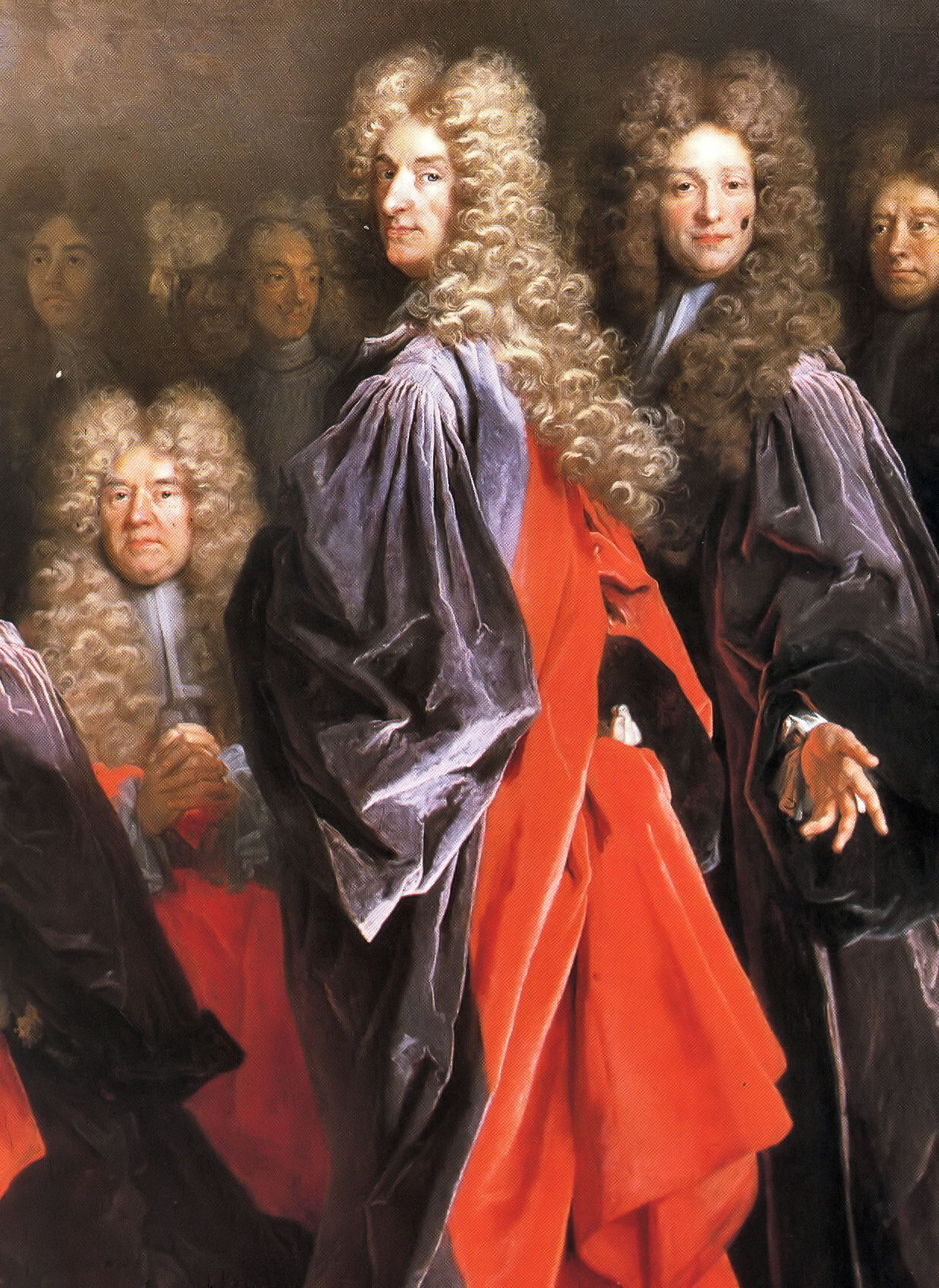
Typiska, överdådiga 1600-talsperuker

En peruk är en lös frisyr av huvudhår som är avsedd att bäras på en människas huvud. Äkta peruker är gjorda av människohår. De kan också vara gjorda av get- och hästhår, ull, fjädrar eller konstmaterial. I vissa länder är peruker del av en ämbetsdräkt, till exempel på domare och jurister. Skådespelare och operasångare kan använda sig av peruker för att gestalta en viss roll.

## Antiken
Redan i det forna Egypten bar både män och kvinnor inom aristokratin peruker som skydd mot solen eller som tecken på status. Detsamma gällde flera andra antika folkslag som: assyrier, fenicier, sumerer, greker och romare. Inom den grekiska teatern användes olikfärgade peruker för att karakterisera skilda roller. I kejsartidens Rom förekom det att såväl män som kvinnor bar peruk. Vissa naturfolk har i skrämmande syfte använt peruk i krigstid. 

## Västerlandet

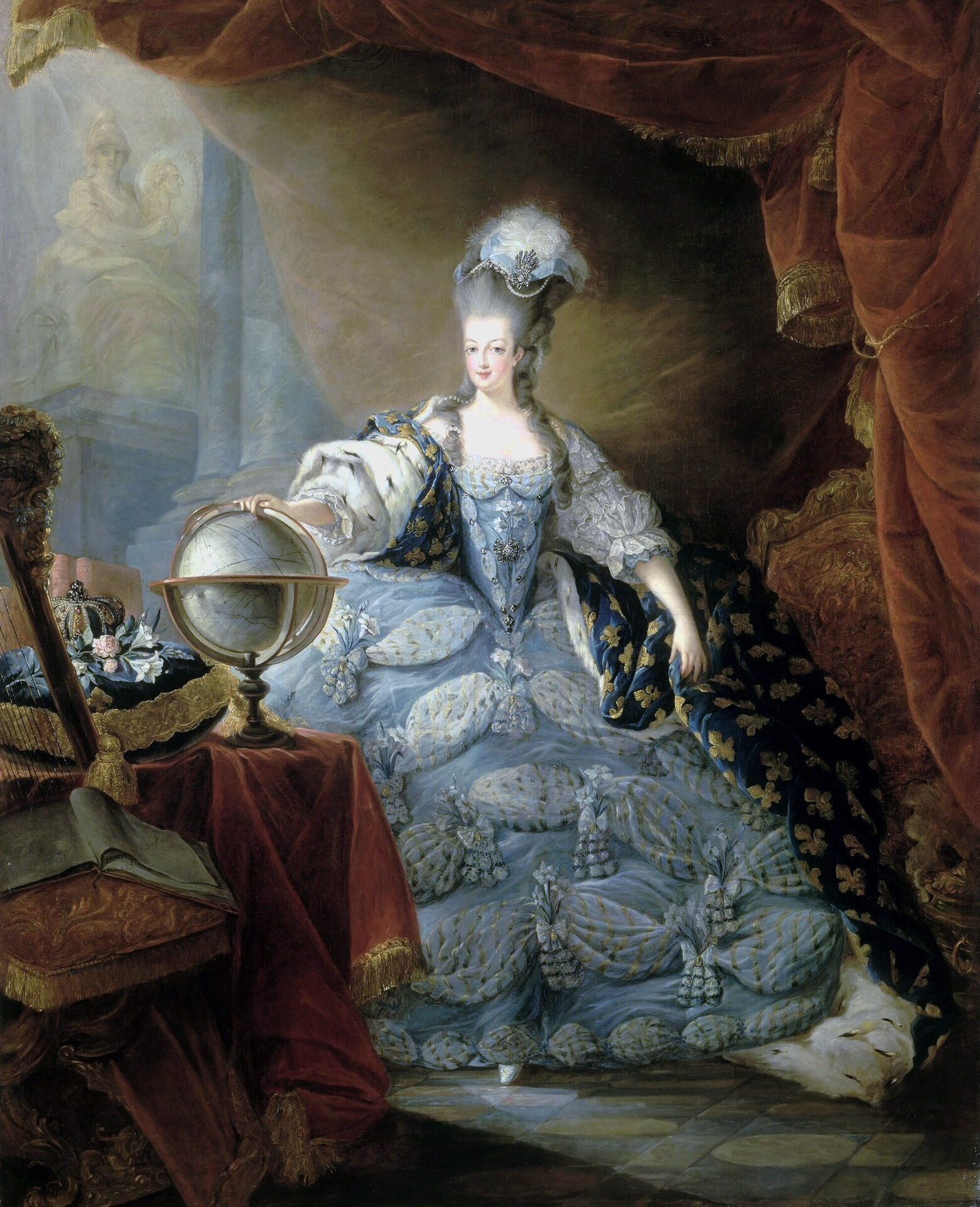
Marie-Antoinettes rokokoperuk har en hög, invecklad frisyr, dekorerad med pärlor, konstgjorda blommor och strutsfjädrar.

I västerlandet blev under 1600-, 1700- och i viss mån även 1800-talet peruker återigen ett stort mode. Modet bestämdes då av vad man bar vid hovet. I England använde Elisabeth I (1533–1603) sin berömda, karakteristiska röda peruk, och i vid franska hovet dikterades modet av Ludvig XIII (1601–1643) och i ännu högre grad av "solkungen" Ludvig XIV, (1638–1715).

### Barocken
Ludvig XIV byggde upp Versailles och flyttade ut hovlivet dit. Han levde i lyx och överflöd och angav tonen för dåtidens herrmode med sina överdådiga peruker och sin dramatiska och extravaganta smak för kläder. Männens peruker blev allt längre, lockigare och mer invecklade. Hattarna, som var svåra att sätta fast på peruken, blev i stället mindre och bars mest i handen eller under armen.
Med tiden spred sig modet över Europa, och det blev nästan obligatoriskt för en modemedveten, välklädd person att använda peruk. Under ett enda år, 1655, gav Ludvig XIV tillstånd till verksamhet till 48 nya perukmakare i Paris. Fattiga människor sålde sitt hår, som blev material till peruker för såväl civila som militärer. Många föredrog att raka av sig sitt vanliga hår, och av detta låta tillverkare en peruk. När peruken togs av på kvällen blev man, i alla fall tillfälligt, av med löss och loppor. Om det var vinter kunde peruken sättas ut i kylan, som tog livet av ohyran. Mellan 1670 och 1700 när nästan alla högreståndsmän bar peruk blev perukmakare ett prestigefyllt yrke. En tid försökte perukmakare i London förmå kronan att lagstifta om peruktvång för vuxna män.

### Rokokomodet

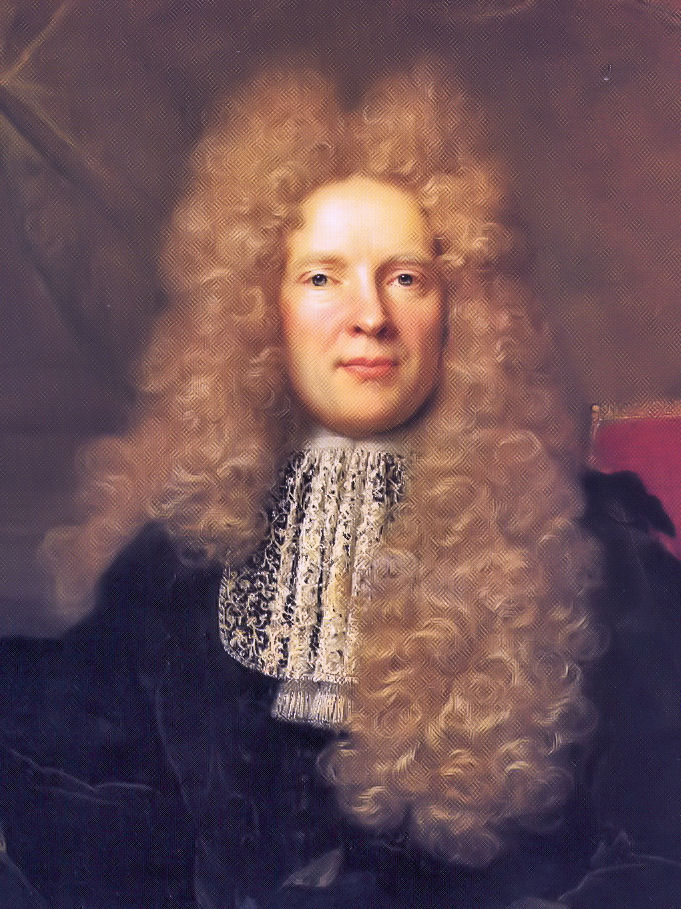
Kring 1710–1720-talet gav de mörka och rödfärgade 1600-talsperukerna vika för den vita varianten.

Kring 1710–1720-talet gav de mörka och rödfärgade 1600-talsperukerna vika för den vita varianten. Upplysningens nya, ledigare klädmode fick till följd att den manliga peruken blev mindre. Den inlemmades också i kineseriet, och fick sin typiska stångpiska. Kvinnoperukerna ökade däremot i omfång. Vid hovet i Versailles blev de till riktiga konstverk. Under rokokon (1730–1790) byggdes kvinnornas peruker upp till höga invecklade frisyrer, dekorerade med pärlor, konstgjorda blommor och frukter, spets, smycken, hårband och fjädrar. Perukerna pudrades nu vita med hjälp av parfymerad stärkelse, eller vetemjöl. Slöseriet av vetemjöl utvecklades sig till ett bekymmer — den stora massan av befolkningen levde under mycket knappa förhållanden. Potatismjölet blev "räddningen". Perukuppsättningarna kunde ha olika teman, som trädgård, båt eller hus och döptes av sina skapare med fantasifulla namn.

## Peruken försvinner
Hela verksamheten – peruken stod för många som en symbol för överklassens slöseri – fick sin dödsstöt i och med franska revolutionen. Storbritannien behöll inte oväntat modet längst, men dess militär förbjöd tidigt pudrade peruker och använde i stället en lättare peruk med stångpiska, vilket gav mer rörelsefrihet. 1795 lade den brittiska staten skatt på peruker och perukpuder vilket ledde till att modet dog ut – dock först helt och hållet kring 1805. I Sverige lade Gustav IV Adolf av peruken 1805.

## Moderna peruker
Under 1900-talet har användning av peruker återkommit i nya syften. På 1950-talet började det bli vanligt med toupéer för män, och på 1960-talet började en modevåg för kvinnoperuker. Perukhandeln har vuxit till en världsomfattande industri med både handgjorda och maskintillverkade peruker där såväl syntethår som naturhår kommer till användning.

### Tillverkning av peruker
Vid tillverkning av handgjorda peruker spänns en stomme av tunt nät (tyll, gas)på en perukstock. Perukmakaren fäster med en fin nål, försedd med hulling, ett eller några få hårstrån i taget vid stommen med början i nacken och vidare uppåt/framåt. Detta kallas för tambourering. Vid en annan metod tillverkas tresser, framsar av hår, vilka sys fast på stommen i horisontella rader. Tambourerade peruker ger i regel ett naturligare intryck; de s. k. medicinska perukerna och många teaterperuker tillverkas enligt denna metod. Den senare metoden används ofta vid tillverkning av modeperuker och postischer. Mellan 50 000 och 200 000 hårstrån går åt till en peruk. 